# Arhitectură multi-channel
Arhitectura multi-channel este un regim de lucru al memoriei RAM pe mai multe canale care mărește rata de transfer de date între modulele de memorie și controlerul de memorie. Aceasta se realizează prin adăugarea mai multor sloturi de module pe placa de bază care comunică între ele. Teoretic rata de transfer crește proporțional cu numărul de canale prezente. Tipurile de module DIP, SIPP, SIMM au fost folosite în trecut, iar RIMM sunt acum utilizate în stații de lucru și servere de înaltă performanță. Modulele DIMM sunt cele utilizate în prezent pe majoritatea PC-urilor.
Introducerea acestei tehnologii în calculatoarele personale a avut loc odată cu lansarea în anul 2001 a chipset-ului Nvidia nForce 420 destinat procesoarelor AMD, și în 2003 Intel E7205 (Granite Bay) Pentium 4. Există controlere de memorie construite să funcționeze cu un canal, două canale, patru, șase și opt canale. Arhitectura cu șase și opt canale este de obicei concepută pentru servere. Memoria cu mai multe canale nu este o tehnologie specifică DIMM: plăcile de bază sunt fabricate pentru a susține un număr specific de canale și sloturi DIMM. 

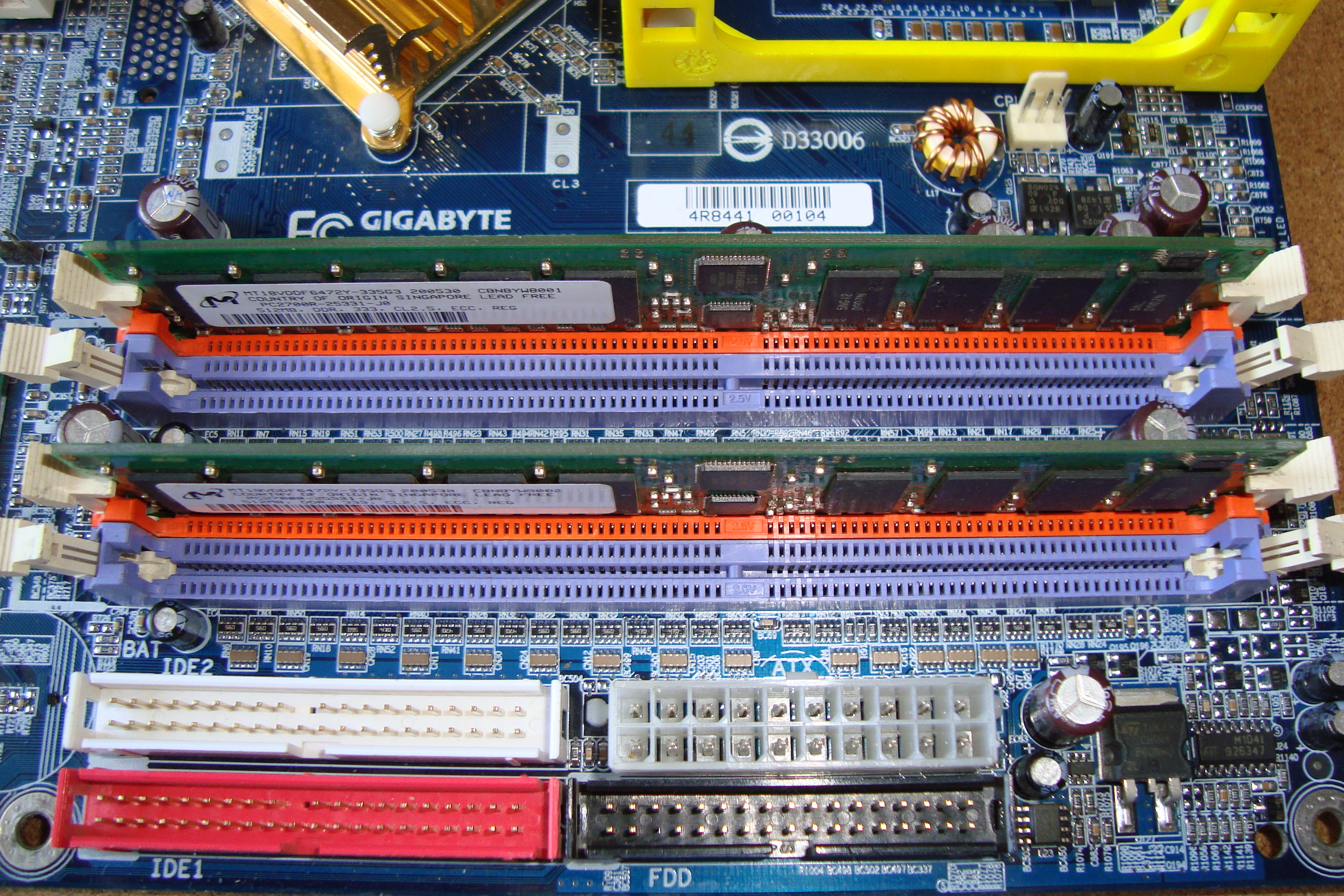
Utilizarea DDR SDRAM în dual-channel. Modulele se așează în perechi în sloturile colorate identic de pe placa de bază

## Dual-channel

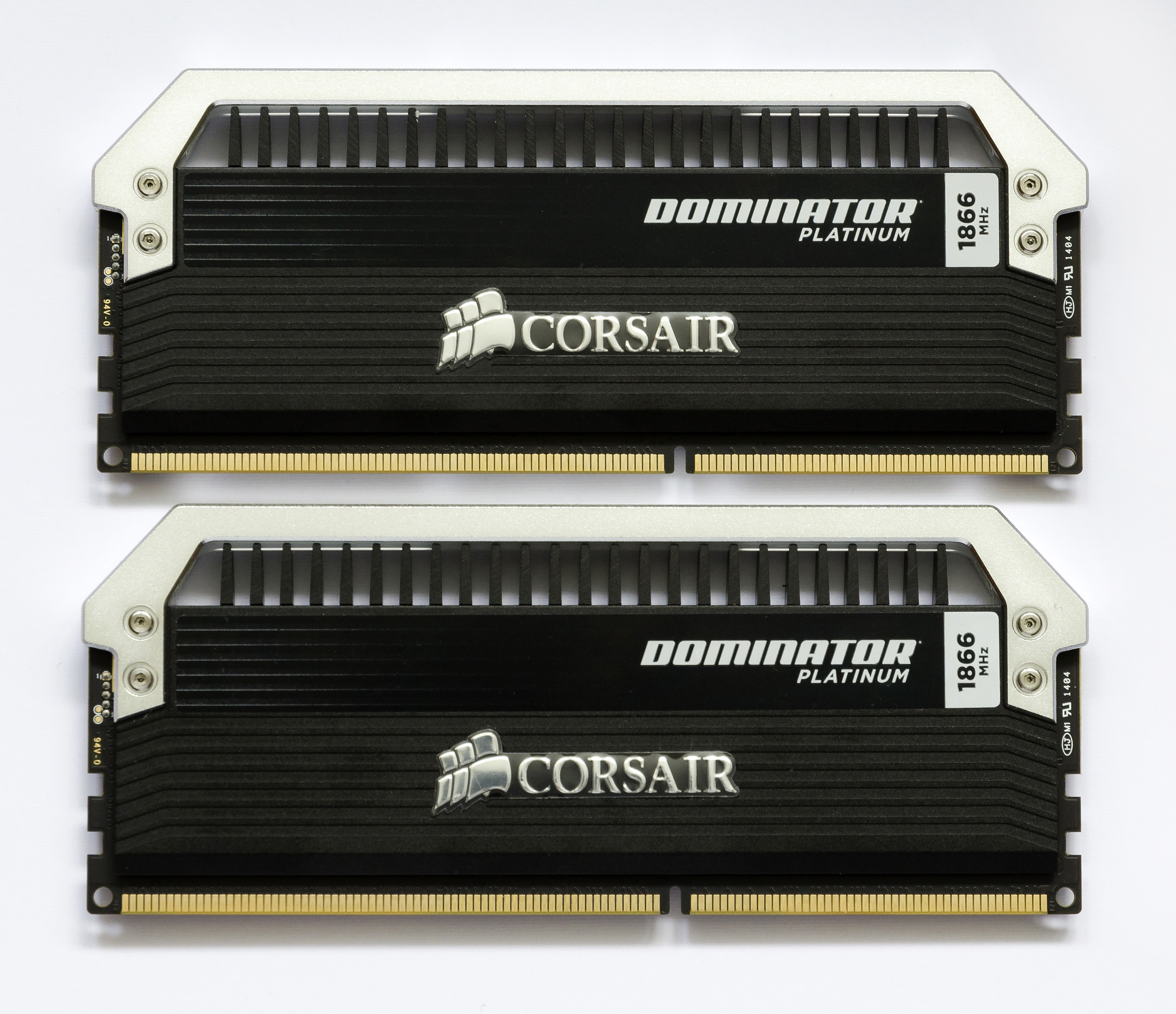
Module 2x4GB

Dual-channel este cel mai răspândit mod pentru computere desktop și laptopuri. Permite creșterea debitului de date de până la 2 ori în comparație cu un singur canal. Activarea memoriilor dual-channel se face automat la pornirea calculatorului. Într-o arhitectură de memorie cu două canale, controlerele de memorie folosesc două canale pe 64 de biți pentru a transfera informații între RAM și procesor. Pentru a funcționa în modul dual-channel, modulele de memorie trebuie să fie identice (aceeași capacitate și frecvență de ceas, același producător). 

### Opțiunea Flex
Se folosește când modulele de memorie, instalate în diferite canale nu coincid. Cele identice vor funcționa în regim dual-channel, volumul de memorie rămas este utilizat pe un singul canal. (de exemplu pentru două module de memorie 1 GB și 2 GB: 1 GB + 1 GB vor funcționa în modul dual, iar 1 GB rămas, pe un canal. Opțiunea flex nu se aplică tuturor plăcilor de bază.

## Triple-channel

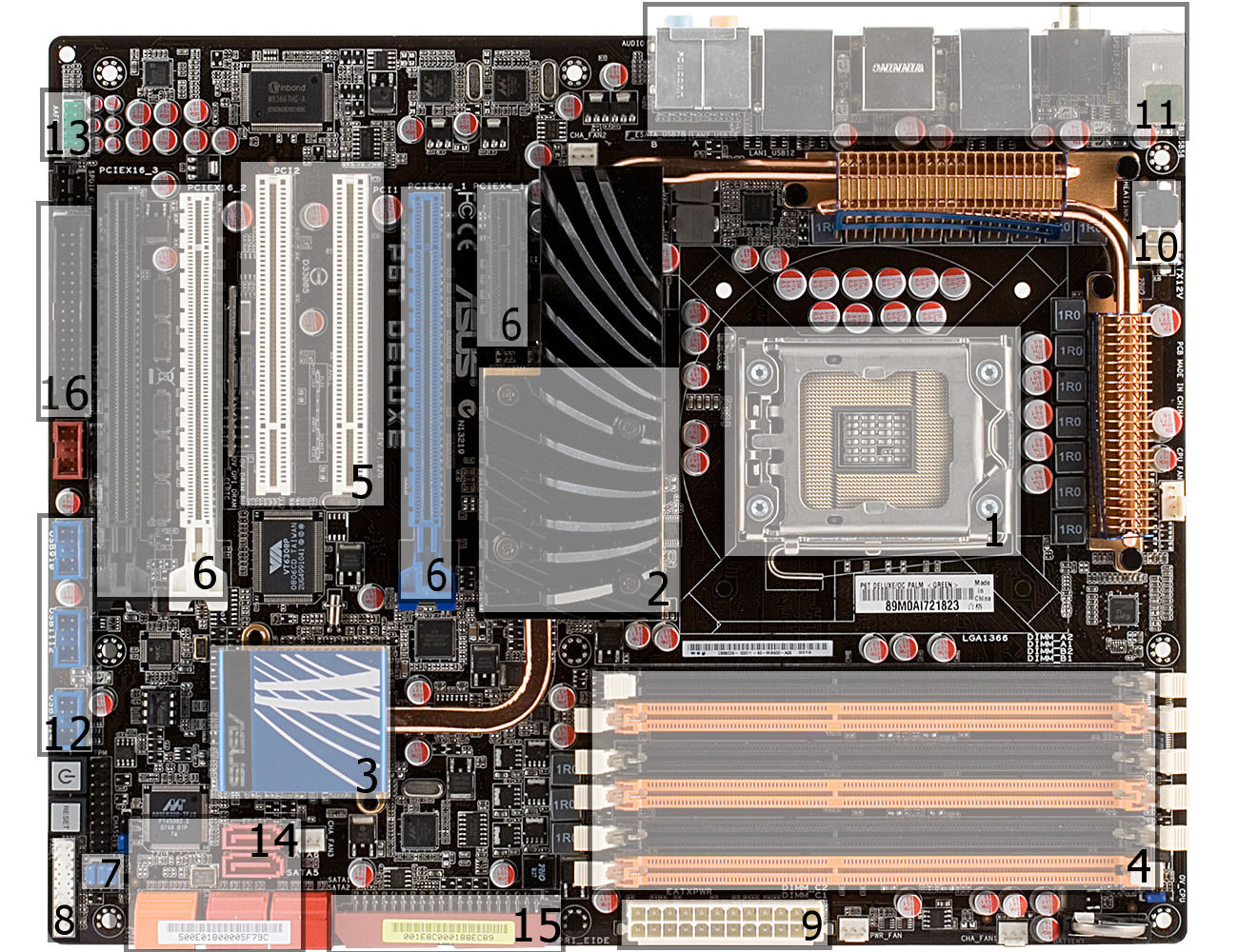
Placă de bază cu module triple-channel

În modul cu trei canale, latența memoriei este redusă, deoarece fiecare modul este accesat secvențial într-un număr mai redus de biți. Datele sunt răspândite între module alternativ, putându-se tripla lățimea de bandă disponibilă pentru aceeași cantitate de date.

Datele sunt transferate la 192 biți (3 x 64 biți) față de 128 în dual-channel. Modul cu trei canale poate fi obținut utilizând trei, șase sau, uneori, 9 module de memorie.

Triple-channel este suportat de procesoarele Intel Core i7 (Bloomfield, Gulftown) pe plăci de bază cu socket LGA 1366, LGA 2011, LGA 2066, precum și de unele procesoare de server, în special familia de procesoare Intel Xeon. 

## Quad-channel

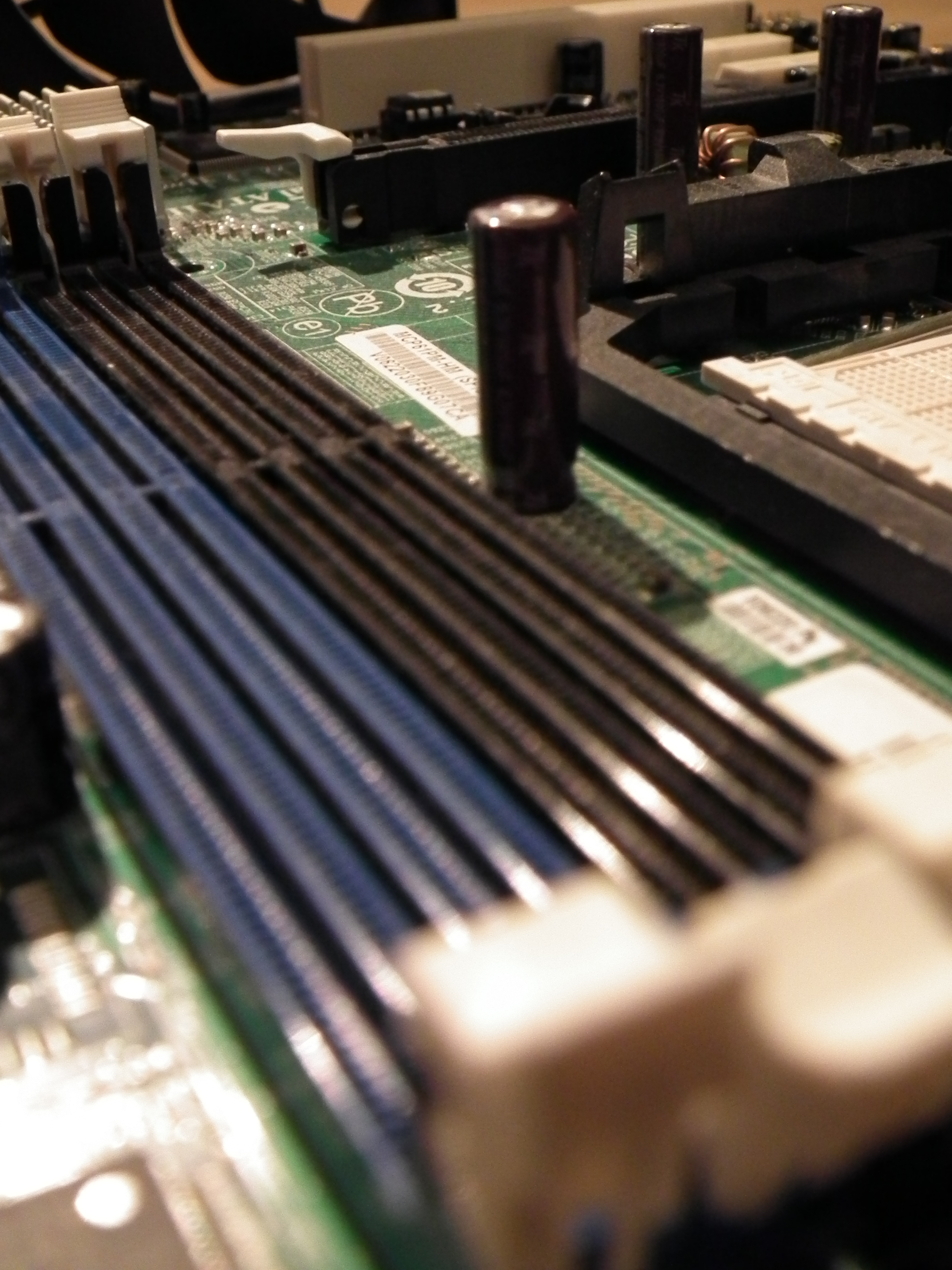
4 sloturi DDR (Quad-channel)

Arhitectura cu patru canale se referă la capacitatea controlerelor de memorie de a opera în paralel patru module de memorie de capacitate egală, oferind astfel o rată de transfer de date mai mare și îmbunătățirea performanței. 
Acest mod poate fi utilizat numai atunci când toate cele patru module de memorie sunt identice (capacitate, vitezăde transfer, producător). Dacă sunt instalate trei module de memorie, arhitectura va funcționa în modul cu trei canale, iar când instalate doar două module, sistemul va funcționa în modul cu două canale.
Primele plăci de bază compatibile cu patru canale au fost AMD Socket G34 disponibile la începutul anului 2010 odată cu lansarea procesorului AMD Magny-Cours din seria Opteron 6100, Interlagos din seria Opteron 6200,  "Abu Dhabi" din seria Opteron 6300, AMD Ryzen Threadripper. Plăcile de bază Intel cu chipset X79 au urmat la sfârșitul anului 2011, pentru procesoarele Intel Core i7 bazate pe LGA2011. Pentru servere sunt procesoarele Intel Xeon E5/E7.

## Arhitectura cu șase canale
Este suportată de procesoarele Intel Xeon Scalable și Qualcomm Centriq, din serverele de înaltă performanță și sisteme înglobate .

## Octa-channel
Suportată de procesoarele de server AMD Seria Epyc și Cavium ThunderX2 SoC

## Rferințe și note
1. ↑  Arhitectura multi-channel memory pcresume.net
2. ↑  Arhitectura de realizare a memoriilor RAM pclaptop.ro
3. ↑  Intel® Xeon® Scalable Processors ark.intel.com
4. ↑  Qualcomm Centriq 2400 Officially Launched servethehome.com, Patrick Kennedy, November 8, 2017
5. ↑  AMD EPYC™ Server Processor for Datacenter amd.com
6. ↑  ThunderX2 Arm-based Processors marvell.com